# 沈暉 (企業家)
沈暉（英語：Freeman Shen, 1970年1月19日—），祖籍中国上海，威马汽车董事长、创始人。沈暉曾任吉利集团副总裁、沃尔沃中国区董事长，沈暉在吉利集團任職期間參與吉利对沃尔沃的并购事宜。2023年，隨著威馬汽車的財務狀況惡化，沈暉出走美國。